# Ci e la musica〜約束された物語
『Ci e la musica〜約束された物語』（チ・ェ・ラ・ムジカ　やくそくされたものがたり）は、2002年12月21日に発売された木根尚登6枚目のミニ・アルバム。発売元はR&C Japan。

## 概要
本作の続編として、2003年11月19日に『Ci e la musica due』が発売。これら2枚のミニアルバムの楽曲・歌詞とリンクした小説『七つの角笛〜Ci è la musica〜』が2003年11月28日にメディアファクトリーより出版。

## 収録曲
| 全編曲: 西脇辰弥。 |                                             |              |           |       |
| #                  | タイトル                                    | 作詞         | 作曲      | 時間  |
| 1.                 | 「La magia 〜風の轍〜」                     |              | 西脇辰弥  | 2:10  |
| 2.                 | 「Ci è la musica 〜約束された物語〜」       | 小室みつ子   | 木根尚登  | 4:41  |
| 3.                 | 「αεροπλοιο (アエロプリオ) 〜飛行機寓話〜」 | 前田たかひろ | 木根尚登  | 4:33  |
| 4.                 | 「Love sing, slowly 〜魔法の笑顔〜」        | 木根尚登     | 木根尚登  | 4:37  |
| 5.                 | 「La magia epilogue 〜秘国からの招待状〜」  | 木根尚登     | 木根尚登  | 1:42  |
| 合計時間:          | 合計時間:                                   | 合計時間:    | 合計時間: | 17:43 |

## クレジット
- Produced: 木根尚登
- All Vocal & Background Vocal: 木根尚登
- Keyboards, Harmonica (#1,#4), Additional Background Vocal (#3): 西脇辰弥
- Violin (#1,#4): 弦一徹, カメルーン真希, クラッシャー木村, 室屋光一郎
- Drums (#3): 村石雅行
- Mixed, Recorded: 永井はじめ
- Mastered: 鈴木浩二
- Production supervised: Sam Nagashima
- A&R: 和泉かな
- Illustration: たきゆりこ
- Art Direction & Design: こうづなかば
- Executive Produced: 橋爪健康